# Kau-ur
Kau-ur (Schreibvarianten Kauur und Kaur) ist eine Ortschaft im westafrikanischen Staat Gambia.
Nach einer Berechnung für das Jahr 2013 leben dort etwa 1957 Einwohner, das Ergebnis der letzten veröffentlichten Volkszählung von 1993 betrug 2300.

## Geographie
Die Ortschaft Kau-ur liegt in der Central River Region, Distrikt Lower Saloum, auf der rechten, nördlichen Seite des Gambia-Flusses auf 43 m. An der North Bank Road, Gambias zweitwichtigster Fernstraße, liegt der Ort ungefähr 37 Kilometer östlich von Farafenni entfernt. In unmittelbarer Nähe liegt der Belel Forest Park. Auch in dieser Region, östlich von Kau-ur, sind zahlreiche senegambischen Steinkreise zu finden.
Bis hier, rund 200 Kilometer von der Mündung des Flusses in den Atlantischen Ozean entfernt, sind die Mangroven zu finden. Weiter flussaufwärts wird die Vegetation von Galeriewald bestimmt.

## Wirtschaft
Der Ort ist einer der wichtigsten Binnenhafen am Gambia, zwei Drittel der Erdnussproduktion des Landes werden hier in Kau-ur auf Lastschiffe verladen und über den Fluss nach dem Seehafen in Banjul transportiert. Dazu ist auch ein Betrieb der staatlichen Vermarktungsorganisation, die Gambia Produce Marketing Board (GPMB), hier ansässig. Die GPMB verarbeitet einen Teil der Ernte zu Erdnussöl.

## Söhne und Töchter des Ortes
- Baboucarr Gaye (1951–2007), Journalist und Hörfunkmoderator
- Sulayman Sait Mboob (* 1948), Politiker